# Le Bastit
Ne doit pas être confondu avec Le Bastit-Saint-Hilaire.
Le Bastit est une commune française, située dans le centre du département du Lot en région Occitanie.
Elle est également dans le causse de Gramat, le plus vaste et le plus sauvage des quatre causses du Quercy.
Exposée à un climat océanique altéré, aucun cours d'eau permanent n'est répertorié sur la commune. Incluse dans le bassin de la Dordogne, la commune possède un patrimoine naturel remarquable : un site Natura 2000 (la « zone centrale du causse de Gramat »), un espace protégé (le « géoparc des causses du Quercy ») et deux zones naturelles d'intérêt écologique, faunistique et floristique.
Le Bastit est une commune rurale qui compte 141 habitants en 2022, après avoir connu un pic de population de 1 340 habitants en 1856.  Elle fait partie de l'aire d'attraction de Gramat. Ses habitants sont appelés les Bastitois ou  Bastitoises.
Les habitants du Bastit sont les Bastitois et les Bastitoises.

## Géographie
Commune située dans le Quercy, sur l'ancienne route nationale 677 entre Labastide-Murat et Gramat.

### Communes limitrophes
Les communes limitrophes sont  Carlucet, Couzou, Cœur de Causse, Gramat, Lunegarde, Montfaucon et Reilhac.
| Couzou     | Gramat         |           |
| Carlucet   | du Bastit      | Reilhac   |
| Montfaucon | Cœur de Causse | Lunegarde |

### Climat
Pour des articles plus généraux, voir Climat de l'Occitanie et Climat du Lot.
En 2010, le climat de la commune est de type climat océanique altéré, selon une étude s'appuyant sur une série de données couvrant la période 1971-2000. En 2020, Météo-France publie une typologie des climats de la France métropolitaine dans laquelle la commune est exposée à un climat océanique altéré et est dans la région climatique Ouest et nord-ouest du Massif Central, caractérisée par une pluviométrie annuelle de 900 à 1 500 mm, maximale en automne et en hiver.
Pour la période 1971-2000, la température annuelle moyenne est de 11,8 °C, avec une amplitude thermique annuelle de 15,3 °C. Le cumul annuel moyen de précipitations est de 1 051 mm, avec 12,4 jours de précipitations en janvier et 6,5 jours en juillet. Pour la période 1991-2020, la température moyenne annuelle observée sur la station météorologique la plus proche, située sur la commune de Lunegarde à 4 km à vol d'oiseau, est de 12,6 °C et le cumul annuel moyen de précipitations est de 828,1 mm,. Pour l'avenir, les paramètres climatiques de la commune estimés pour 2050 selon différents scénarios d’émission de gaz à effet de serre sont consultables sur un site dédié publié par Météo-France en novembre 2022.

### Milieux naturels et biodiversité

#### Espaces protégés
La protection réglementaire est le mode d’intervention le plus fort pour préserver des espaces naturels remarquables et leur biodiversité associée,.
La commune fait ainsi partie du parc naturel régional des Causses du Quercy, un espace protégé créé en 1999 et d'une superficie de 183 039 ha, qui s'étend sur 102 communes du département du Lot. La cohérence du territoire du Parc s’est fondée sur l’unité géologique d’un même socle de massif karstique, entaillé de profondes vallées. Le périmètre repose sur une unité de paysages autour de la pierre et du bâti (souvent en pierre sèche), de l’empreinte des pelouses sèches et du pastoralisme et de l’omniprésence des patrimoines naturels et culturels,. Ce parc a été classé Géoparc en mai 2017 sous la dénomination « géoparc des causses du Quercy, faisant dès lors partie du Réseau mondial des Géoparcs, soutenu par l’UNESCO,.
La commune fait également partie de la zone de transition du bassin de la Dordogne, un territoire d'une superficie de 1 880 258 ha reconnu réserve de biosphère par l'UNESCO en juillet 2012,.

#### Réseau Natura 2000

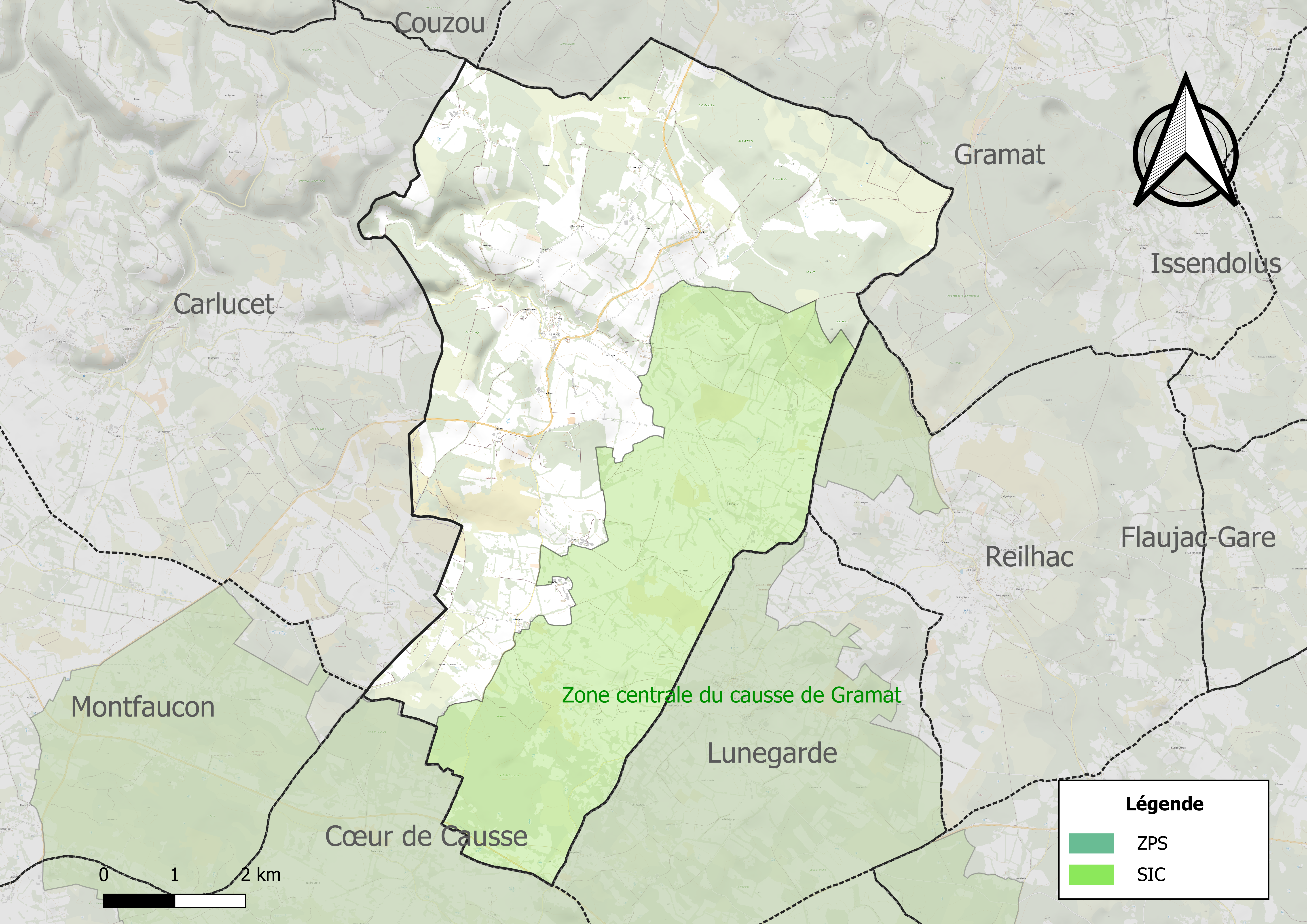
Site Natura 2000 sur le territoire communal.

Le réseau Natura 2000 est un réseau écologique européen de sites naturels d'intérêt écologique élaboré à partir des directives habitats et oiseaux, constitué de zones spéciales de conservation (ZSC) et de zones de protection spéciale (ZPS).
Un site Natura 2000 a été défini sur la commune au titre de la directive habitats : la « zone centrale du causse de Gramat », d'une superficie de 6 413 ha, un site comprenant diverses espèces remarquables d'orthoptères (Stenobothrus nigromaculatus, Arcyptera fusca, Oedaleus decorus), de lépidptères (Brenthis hecate, Chazara briseis, Polyommatus dorylas) et de coléoptères (Cyrtonus dufouri, Chrysolina femoralis, Chrysolina obscurella).

#### Zones naturelles d'intérêt écologique, faunistique et floristique

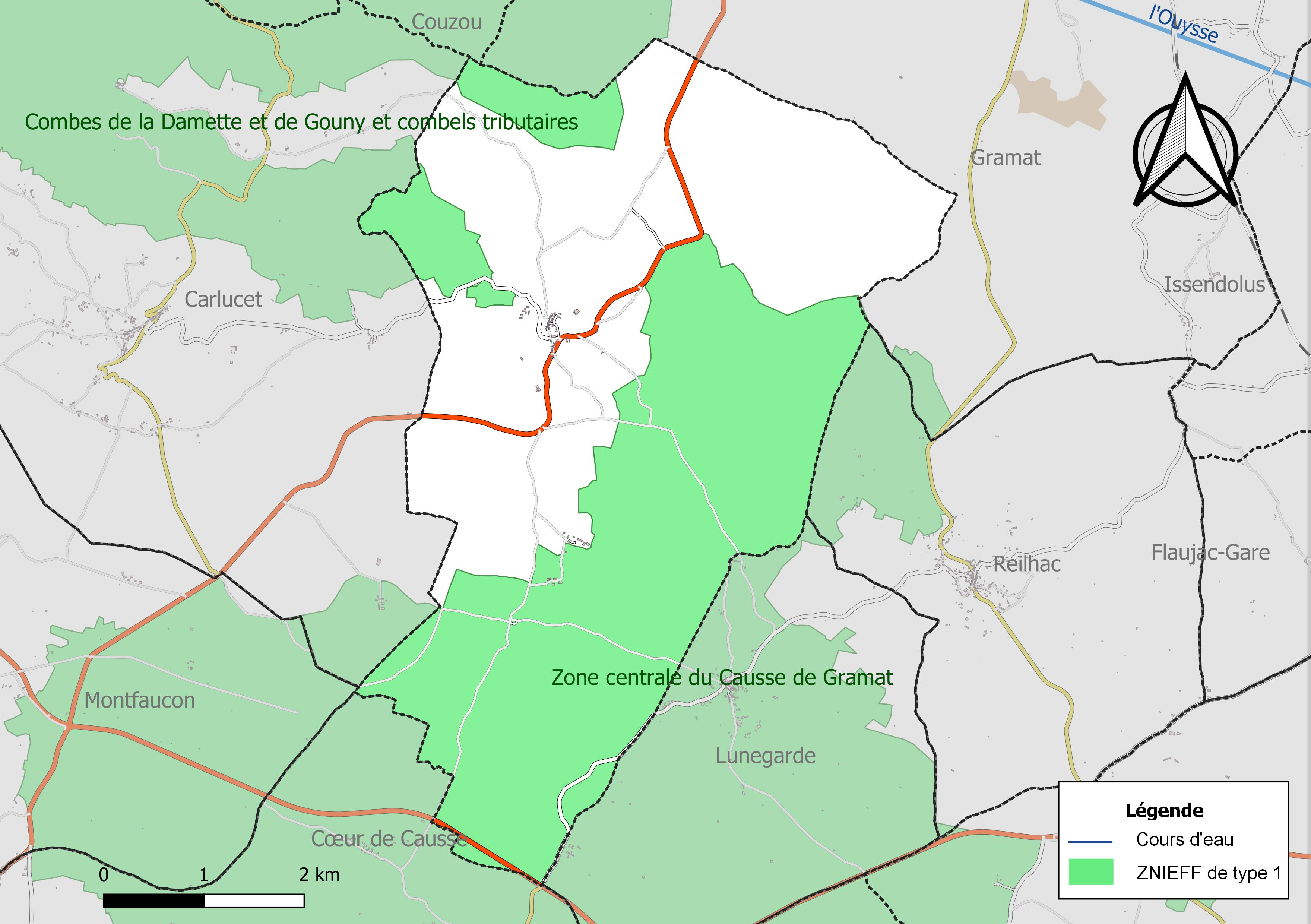
Carte des ZNIEFF de type 1 localisées sur la commune.

L’inventaire des zones naturelles d'intérêt écologique, faunistique et floristique (ZNIEFF) a pour objectif de réaliser une couverture des zones les plus intéressantes sur le plan écologique, essentiellement dans la perspective d’améliorer la connaissance du patrimoine naturel national et de fournir aux différents décideurs un outil d’aide à la prise en compte de l’environnement dans l’aménagement du territoire.
Deux ZNIEFF de type 1 sont recensées sur la commune :
les « combes de la Damette et de Gouny et combels tributaires » (1 961 ha), couvrant 5 communes du département et 
la « zone centrale du causse de Gramat » (7 127 ha), couvrant 11 communes du département.

## Urbanisme

### Typologie
Au 1er janvier 2024, Le Bastit est catégorisée commune rurale à habitat très dispersé, selon la nouvelle grille communale de densité à sept niveaux définie par l'Insee en 2022.
Elle est située hors unité urbaine. Par ailleurs la commune fait partie de l'aire d'attraction de Gramat, dont elle est une commune de la couronne,. Cette aire, qui regroupe 18 communes, est catégorisée dans les aires de moins de 50 000 habitants,.

### Occupation des sols
L'occupation des sols de la commune, telle qu'elle ressort de la base de données européenne d’occupation biophysique des sols Corine Land Cover (CLC), est marquée par l'importance des forêts et milieux semi-naturels (53,7 % en 2018), en augmentation par rapport à 1990 (52,2 %). La répartition détaillée en 2018 est la suivante : 
zones agricoles hétérogènes (44,8 %), forêts (34,3 %), milieux à végétation arbustive et/ou herbacée (19,4 %), prairies (1,5 %). L'évolution de l’occupation des sols de la commune et de ses infrastructures peut être observée sur les différentes représentations cartographiques du territoire : la carte de Cassini (XVIIIe siècle), la carte d'état-major (1820-1866) et les cartes ou photos aériennes de l'IGN pour la période actuelle (1950 à aujourd'hui).

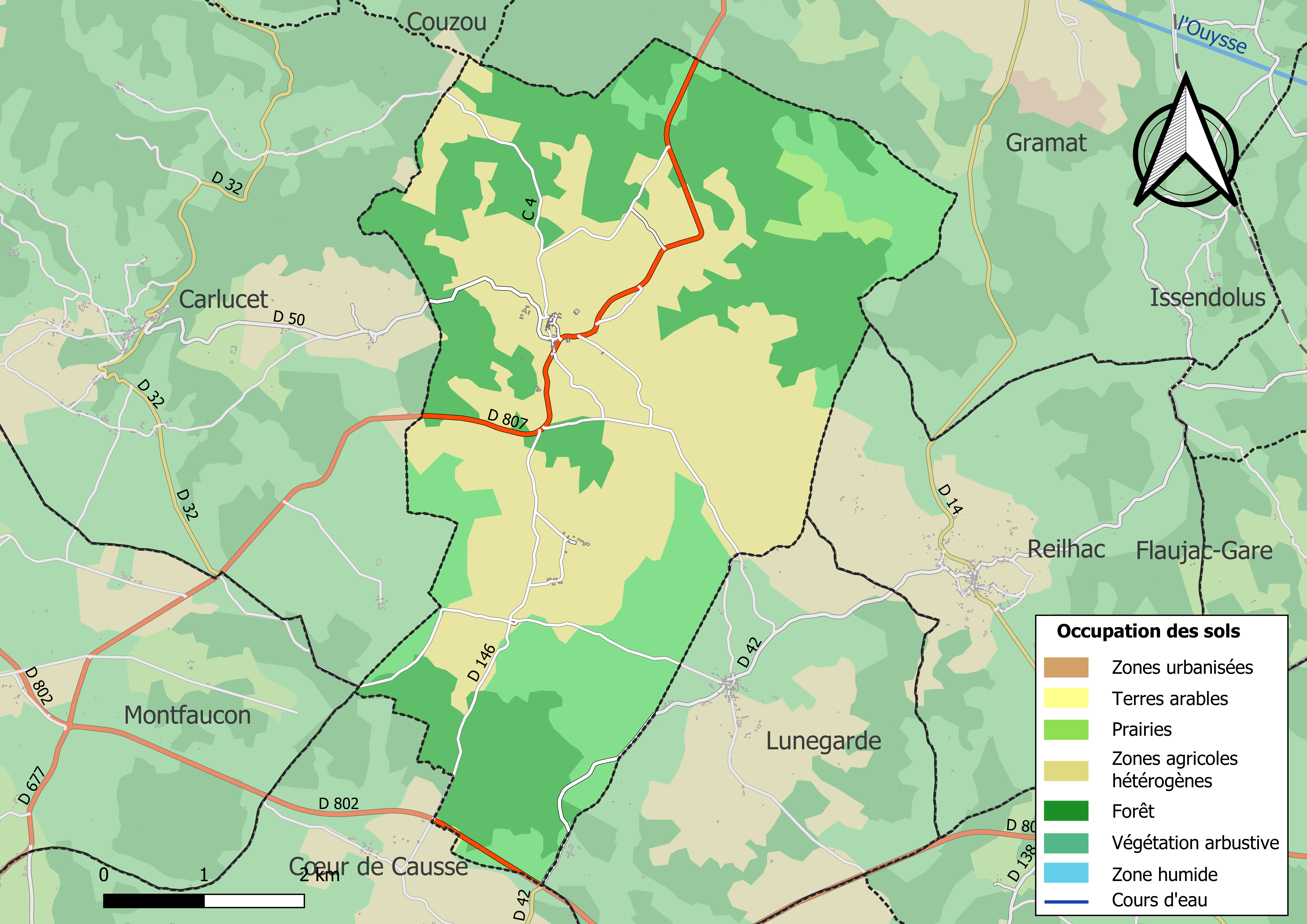
Carte des infrastructures et de l'occupation des sols de la commune en 2018 (CLC).

### Risques majeurs
Le territoire de la commune duBastit est vulnérable à différents aléas naturels : météorologiques (tempête, orage, neige, grand froid, canicule ou sécheresse), feux de forêts, mouvements de terrains et séisme (sismicité très faible). Il est également exposé à un risque technologique,  le transport de matières dangereuses. Un site publié par le BRGM permet d'évaluer simplement et rapidement les risques d'un bien localisé soit par son adresse soit par le numéro de sa parcelle.

#### Risques naturels
Le Bastit est exposée au risque de feu de forêt. Un plan départemental de protection des forêts contre les incendies a été approuvé par arrêté préfectoral le 30 novembre 2015 pour la période 2015-2025. Les propriétaires doivent ainsi couper les broussailles, les arbustes et les branches basses sur une profondeur de 50 mètres, aux abords des constructions, chantiers, travaux et installations de toute nature, situées à moins de 200 mètres de terrains en nature
de bois, forêts, plantations, reboisements, landes ou friches. Le brûlage des déchets issus de l’entretien des parcs et jardins des ménages et des collectivités est interdit. L’écobuage est également interdit, ainsi que les feux de type méchouis et barbecues, à l’exception de ceux prévus dans des installations fixes (non situées sous couvert d'arbres) constituant une dépendance d'habitation.

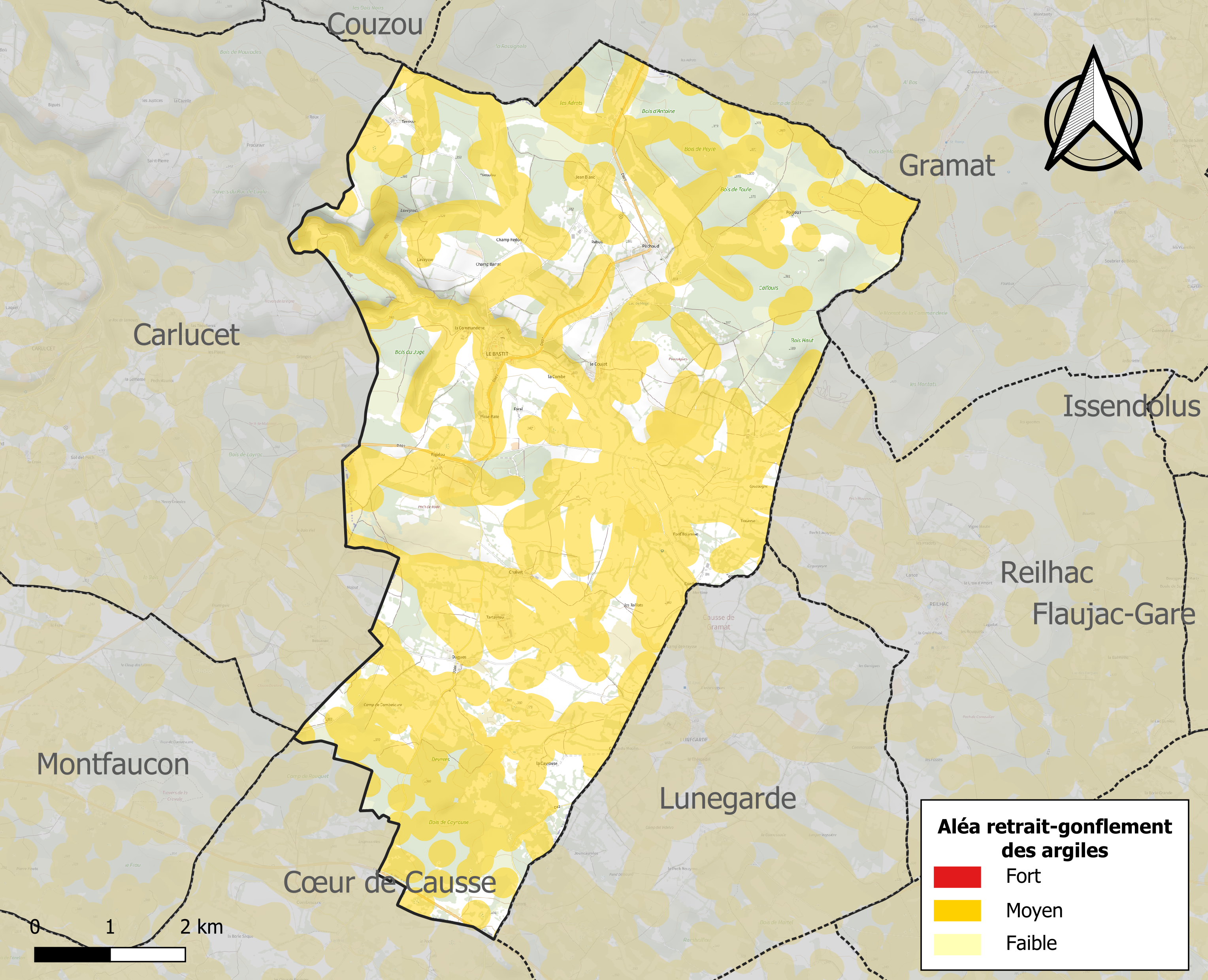
Carte des zones d'aléa retrait-gonflement des sols argileux duBastit.

Les mouvements de terrains susceptibles de se produire sur la commune sont des affaissements et effondrements liés aux cavités souterraines (hors mines) et des éboulements, chutes de pierres et de blocs. Par ailleurs, afin de mieux appréhender le risque d’affaissement de terrain, l'inventaire national des cavités souterraines permet de localiser celles situées sur la commune.
Le retrait-gonflement des sols argileux est susceptible d'engendrer des dommages importants aux bâtiments en cas d’alternance de périodes de sécheresse et de pluie. 62,1 % de la superficie communale est en aléa moyen ou fort (67,7 % au niveau départemental et 48,5 % au niveau national). Sur les 117 bâtiments dénombrés sur la commune en 2019, 68 sont en aléa moyen ou fort, soit 58 %, à comparer aux 72 % au niveau départemental et 54 % au niveau national. Une cartographie de l'exposition du territoire national au retrait gonflement des sols argileux est disponible sur le site du BRGM,.
Par ailleurs, afin de mieux appréhender le risque d’affaissement de terrain, l'inventaire national des cavités souterraines permet de localiser celles situées sur la commune.
La commune a été reconnue en état de catastrophe naturelle au titre des dommages causés par les inondations et coulées de boue survenues en 1982 et 1999. Concernant les mouvements de terrains, la commune a été reconnue en état de catastrophe naturelle au titre des dommages causés par des mouvements de terrain en 1999.

#### Risques technologiques
Le risque de transport de matières dangereuses sur la commune est lié à sa traversée par une route à fort trafic. Un accident se produisant sur une telle infrastructure est susceptible d’avoir des effets graves sur les biens, les personnes ou l'environnement, selon la nature du matériau transporté. Des dispositions d’urbanisme peuvent être préconisées en conséquence.

## Toponymie
Le toponyme Le Bastit est la forme masculine de Bastide et serait basé sur le verbe bastir issu du germanique bastjan. Ce terme désignait un édifice, une maison importante, un village nouvellement bâti et fortifié,.
Au XIIIe siècle, Le Bastit correspond à la commanderie, la paroisse étant quant à elle sous le vocable de Saint-Martin de Bessols. L'église détruite au début de la guerre de Cent Ans fut reconstruite avec le vocable de Saint-Blaise du Bastit

## Histoire

### Antiquité
Un établissement romain a été signalé au XVIIIe siècle dans les environs du lieu-dit Pech de Rode. Les vestiges : substructions de murs, tesselle de mosaïque, tegulae, tessons de céramique ont été interprétés comme faisant partie d'une villa romaine.

### Les Templiers et les Hospitaliers
À partir de 1250, Le Bastit devient une commanderie de l'ordre du Temple qui faisait partie de la province de Provence. Cette commanderie templière administrait également une partie des possessions de l'ordre dans le Quercy, notamment les fiefs de Cras, Pomarède ou encore le domaine de Septfons. Après l'arrestation des Templiers en 1307 et le procès qui s'est ensuivi, Le Bastit fut dévolu en 1315 aux Hospitaliers.
À proximité de la commanderie, on trouve un certain nombre de mas (fermes) ayant appartenu aux Templiers du Bastit:
- Lavaur / Larcux[Note 4], Lavaysse[Note 5] et Le Puy (1264), ancienne paroisse de Bessols (Le Bastit)[36],[37].

Les Templiers possédaient tout ou partie de la dîme des villages suivants :
- Nadillac (1277, église de Nadilhac)[38]

La commanderie du Bastit du Causse une fois devenue hospitalière appartenait à la langue de Provence et faisait partie du grand prieuré de Saint-Gilles. Au XVIIIe siècle, elle administrait les membres suivants:
- Assier (commanderie)
- Camburat
- Cazillac (prieuré), actuelle commune du Vignon-en-Quercy
- Cras (commanderie)
- Courbou et Lafarguette , commune de Leyme
- Lavaur (maison forte), commune de Foissac[Note 6]
- Martel (Temple de)
- Nadillac (Nadailhac)
- Saint-Julien (chapelle), commune de Cras[Note 7]
- Saint-Thomas de Las Lauzettes (Les Landes, Peyrilles)[Note 8]
- Saint-Vézian

## Politique et administration
| Période                                  | Période  | Identité                     | Étiquette | Qualité |
| ---------------------------------------- | -------- | ---------------------------- | --------- | ------- |
| 1793                                     | 1796     | Antoine Durieu               |           |         |
| 1796                                     | 1798     | François Villies             |           |         |
| 1798                                     | 1815     | Antoine Durieu               |           |         |
| 1815                                     | 1820     | Jean Pierre Rossignol        |           |         |
| 1820                                     | 1826     | Amans Rossignol              |           |         |
| 1826                                     | 1830     | Joseph Lapeze Lunegarde (de) |           |         |
| 1830                                     | 1836     | Amans Rossignol              |           |         |
| 1837                                     | 1843     | Antoine Durieu               |           |         |
| 1843                                     | 1846     | Alban Calmels                |           |         |
| 1846                                     | 1863     | Antoine Durieu               |           |         |
| 1864                                     | 1865     | Ludovic Durieu               |           |         |
| 1865                                     | 1870     | Antoine Vilhes               |           |         |
| 1871                                     | 1874     | Antoine Durieu               |           |         |
| 1874                                     | 1888     | Jean Pierre Chalvet          |           |         |
| 1888                                     | 1902     | Pierre Hereil                |           |         |
| 1995                                     | 2014     | Jean-Paul Gratias            |           |         |
| 2014                                     | En cours | Hervé Destrel                |           |         |
| Les données manquantes sont à compléter. |          |                              |           |         |

## Démographie
L'évolution du nombre d'habitants est connue à travers les recensements de la population effectués dans la commune depuis 1793. Pour les communes de moins de 10 000 habitants, une enquête de recensement portant sur toute la population est réalisée tous les cinq ans, les populations de référence des années intermédiaires étant quant à elles estimées par interpolation ou extrapolation. Pour la commune, le premier recensement exhaustif entrant dans le cadre du nouveau dispositif a été réalisé en 2007.

En 2022, la commune comptait 141 habitants, en évolution de −9,03 % par rapport à 2016 (Lot : +1,31 %, France hors Mayotte : +2,11 %).
| 1793 | 1800 | 1806  | 1821 | 1831  | 1836  | 1841  | 1846  | 1851  |
| ---- | ---- | ----- | ---- | ----- | ----- | ----- | ----- | ----- |
| 436  | 409  | 1 008 | 886  | 1 142 | 1 121 | 1 174 | 1 316 | 1 321 |

| 1856  | 1861  | 1866 | 1872 | 1876 | 1881 | 1886 | 1891 | 1896 |
| ----- | ----- | ---- | ---- | ---- | ---- | ---- | ---- | ---- |
| 1 340 | 1 218 | 529  | 524  | 500  | 525  | 527  | 459  | 445  |

| 1901 | 1906 | 1911 | 1921 | 1926 | 1931 | 1936 | 1946 | 1954 |
| ---- | ---- | ---- | ---- | ---- | ---- | ---- | ---- | ---- |
| 331  | 364  | 303  | 272  | 240  | 197  | 187  | 191  | 150  |

| 1962 | 1968 | 1975 | 1982 | 1990 | 1999 | 2006 | 2007 | 2012 |
| ---- | ---- | ---- | ---- | ---- | ---- | ---- | ---- | ---- |
| 141  | 122  | 113  | 118  | 100  | 106  | 124  | 127  | 166  |

| 2017 | 2022 | - | - | - | - | - | - | - |
| ---- | ---- | - | - | - | - | - | - | - |
| 143  | 141  | - | - | - | - | - | - | - |

## Économie

### Emploi
|                | 2008  | 2013  | 2018  |
| -------------- | ----- | ----- | ----- |
| Commune        | 3,9 % | 7,4 % | 13 %  |
| Département    | 7,3 % | 8,9 % | 9,6 % |
| France entière | 8,3 % | 10 %  | 10 %  |

En 2018, la population âgée de 15 à 64 ans s'élève à 76 personnes, parmi lesquelles on compte 88,3 % d'actifs (75,3 % ayant un emploi et 13 % de chômeurs) et 11,7 % d'inactifs,. En  2018, le taux de chômage communal (au sens du recensement) des 15-64 ans est supérieur à celui du département et de la France, alors qu'en 2008 la situation était inverse.
La commune fait partie de la couronne de l'aire d'attraction de Gramat, du fait qu'au moins 15 % des actifs travaillent dans le pôle,. Elle compte 30 emplois en 2018, contre 20 en 2013 et 23 en 2008. Le nombre d'actifs ayant un emploi résidant dans la commune est de 58, soit un indicateur de concentration d'emploi de 51,3 % et un taux d'activité parmi les 15 ans ou plus de 58,5 %.
Sur ces 58 actifs de 15 ans ou plus ayant un emploi, 21 travaillent dans la commune, soit 36 % des habitants. Pour se rendre au travail, 79,7 % des habitants utilisent un véhicule personnel ou de fonction à quatre roues, 3,4 % les transports en commun, 3,4 % s'y rendent en deux-roues, à vélo ou à pied et 13,6 % n'ont pas besoin de transport (travail au domicile).

### Activités hors agriculture
18 établissements sont implantés  au Bastit au 31 décembre 2019.
Le secteur de l'industrie manufacturière, des industries extractives et autres est prépondérant sur la commune puisqu'il représente 44,4 % du nombre total d'établissements de la commune (8 sur les 18 entreprises implantées  au Le Bastit), contre 14 % au niveau départemental.

### Agriculture
|               | 1988  | 2000  | 2010  | 2020  |
| ------------- | ----- | ----- | ----- | ----- |
| Exploitations | 15    | 14    | 13    | 9     |
| SAU (ha)      | 1 739 | 1 500 | 2 303 | 1 843 |

La commune est dans les Causses », une petite région agricole occupant une grande partie centrale du département du Lot. En 2020, l'orientation technico-économique de l'agriculture  sur la commune est l'élevage d'ovins ou de caprins. Neuf exploitations agricoles ayant leur siège dans la commune sont dénombrées lors du recensement agricole de 2020 (15 en 1988). La superficie agricole utilisée est de 1 843 ha,,.

## Culture locale et patrimoine

### Lieux et monuments
- L'église Saint-Hilaire de Le Bastit.
- La commanderie[Note 15], siège d'une ancienne commanderie templière puis hospitalière devenue depuis un GAEC.

### Articles  connexes
- Liste des communes du Lot

#### Site de l'Insee
1. ↑  « La grille communale de densité », sur le site de l'Insee, 28 mai 2024 (consulté le 28 juin 2024).
2. 1 2  Insee, « Métadonnées de la commune ».
3. ↑  « Liste des communes composant l'aire d'attraction de Gramat », sur le site de l'Insee (consulté le 28 juin 2024).
4. ↑  Marie-Pierre de Bellefon, Pascal Eusebio, Jocelyn Forest, Olivier Pégaz-Blanc et Raymond Warnod (Insee), « En France, neuf personnes sur dix vivent dans l’aire d’attraction d’une ville », sur le site de l'Insee, 21 octobre 2020 (consulté le 28 juin 2024).
5. 1 2  « Emp T1 - Population de 15 à 64 ans par type d'activité en 2018 au Bastit » (consulté le 5 février 2022).
6. ↑  « Emp T1 - Population de 15 à 64 ans par type d'activité en 2018 dans le Lot » (consulté le 5 février 2022).
7. ↑  « Emp T1 - Population de 15 à 64 ans par type d'activité en 2018 dans la France entière » (consulté le 5 février 2022).
8. ↑  « Base des aires d'attraction des villes 2020 », sur site de l'Insee (consulté le 10 avril 2021).
9. ↑  « Emp T5 - Emploi et activité en 2018 au Bastit » (consulté le 5 février 2022).
10. ↑  « ACT T4 - Lieu de travail des actifs de 15 ans ou plus ayant un emploi qui résident dans la commune en 2018 » (consulté le 5 février 2022).
11. ↑  « ACT G2 - Part des moyens de transport utilisés pour se rendre au travail en 2018 » (consulté le 5 février 2022).
12. ↑  « DEN T5 - Nombre d'établissements par secteur d'activité au 31 décembre 2019 au Bastit » (consulté le 14 février 2022).
13. ↑  « DEN T5 - Nombre d'établissements par secteur d'activité au 31 décembre 2019 dans le Lot » (consulté le 14 février 2022).

#### Autres sources
1. ↑  Carte IGN sous Géoportail
2. 1 2  Daniel Joly, Thierry Brossard, Hervé Cardot, Jean Cavailhes, Mohamed Hilal et Pierre Wavresky, « Les types de climats en France, une construction spatiale », Cybergéo, revue européenne de géographie - European Journal of Geography, no 501,‎ 18 juin 2010 (DOI 10.4000/cybergeo.23155, lire en ligne, consulté le 14 novembre 2023)
3. ↑  « Zonages climatiques en France métropolitaine. », sur pluiesextremes.meteo.fr (consulté le 14 novembre 2023).
4. ↑  « Orthodromie entre Le Bastit et Lunegarde », sur fr.distance.to (consulté le 14 novembre 2023).
5. ↑  « Station Météo-France « Lunegarde » (commune de Lunegarde) - fiche climatologique - période 1991-2020 », sur donneespubliques.meteofrance.fr (consulté le 14 novembre 2023).
6. ↑  « Station Météo-France « Lunegarde » (commune de Lunegarde) - fiche de métadonnées. », sur donneespubliques.meteofrance.fr (consulté le 14 novembre 2023).
7. ↑  « Climadiag Commune : diagnostiquez les enjeux climatiques de votre collectivité. », sur meteofrance.fr, novembre 2022 (consulté le 14 novembre 2023).
8. ↑  « Les espaces protégés. », sur le site de l'INPN (consulté le 10 mai 2022).
9. ↑  « Liste des espaces protégés sur la commune », sur le site de l'inventaire national du patrimoine naturel (consulté le 1er septembre 2021).
10. ↑  « Le parc naturel régional des Causses du Quercy – charte 2012-2024 »(Archive.org • Wikiwix • Archive.is • Google • Que faire ?), sur parc-causses-du-quercy.fr (consulté le 8 mai 2021).
11. ↑  [PDF]« Le parc naturel régional des Causses du Quercy – charte 2012-2024 - le rapport »(Archive.org • Wikiwix • Archive.is • Google • Que faire ?), sur parc-causses-du-quercy.fr (consulté le 8 mai 2021).
12. ↑  « - fiche descriptive », sur le site de l'inventaire national du patrimoine naturel (consulté le 1er septembre 2021).
13. ↑  « le géoparc des Causses du Quercy »(Archive.org • Wikiwix • Archive.is • Google • Que faire ?), sur le site des Géoparks de l'Unesco (consulté le 26 août 2021).
14. ↑  « Géoparc des Causses du Quercy - fiche descriptive », sur le site de l'inventaire national du patrimoine naturel (consulté le 1er septembre 2021).
15. ↑  « Réserve de biosphère du bassin de la Dordogne », sur mab-france.org (consulté le 2 septembre 2021).
16. ↑  « Bassin de la Dordogne - fiche descriptive », sur le site de l'inventaire national du patrimoine naturel (consulté le 1er septembre 2021).
17. ↑  Réseau européen Natura 2000, Ministère de la transition écologique et solidaire
18. ↑  « Liste des zones Natura 2000 de la commune duBastit », sur le site de l'Inventaire national du patrimoine naturel (consulté le 1er septembre 2021).
19. ↑  « site Natura 2000 FR7300909 - fiche descriptive », sur le site de l'inventaire national du patrimoine naturel (consulté le 1er septembre 2021).
20. ↑  « Liste des ZNIEFF de la commune duBastit », sur le site de l'Inventaire national du patrimoine naturel (consulté le 1er septembre 2021).
21. ↑  « ZNIEFF les « combes de la Damette et de Gouny et combels tributaires » - fiche descriptive », sur le site de l'inventaire national du patrimoine naturel (consulté le 1er septembre 2021).
22. ↑  « ZNIEFF la « zone centrale du causse de Gramat » - fiche descriptive », sur le site de l'inventaire national du patrimoine naturel (consulté le 1er septembre 2021).
23. ↑  « CORINE Land Cover (CLC) - Répartition des superficies en 15 postes d'occupation des sols (métropole). », sur le site des données et études statistiques du ministère de la Transition écologique. (consulté le 14 avril 2021).
24. 1 2  « Les risques près de chez moi - commune du Bastit », sur Géorisques (consulté le 17 octobre 2022).
25. ↑  BRGM, « Évaluez simplement et rapidement les risques de votre bien », sur Géorisques (consulté le 13 septembre 2022).
26. ↑  « Dossier départemental des risques majeurs dans le Lot », sur lot.gouv.fr (consulté le 13 septembre 2022).
27. ↑  « Dossier départemental des risques majeurs dans le Lot », sur lot.gouv.fr (consulté le 13 septembre 2022), chapitre Mouvements de terrain.
28. 1 2  « Liste des cavités souterraines localisées sur la commune duBastit », sur georisques.gouv.fr (consulté le 13 septembre 2022).
29. ↑  « Retrait-gonflement des argiles », sur le site de l'observatoire national des risques naturels (consulté le 13 septembre 2022).
30. ↑  « Dossier départemental des risques majeurs dans le Lot », sur lot.gouv.fr (consulté le 13 septembre 2022), chapitre Risque transport de matières dangereuses.
31. ↑  Gaston Bazalgues, À la découverte des noms de lieux du Quercy : Toponymie lotoise, Gourdon, Éditions de la Bouriane et du Quercy, juin 2002, 127 p. (ISBN 2-910540-16-2), p. 106.
32. ↑  Gaston Bazalgues, « Les noms des communes du Parc », Les cahiers scientifiques du Parc naturel régional des Causses du Quercy, vol. 1,‎ 2014, p. 117 (lire en ligne)
33. ↑  Juillet 2010, p. 63.
34. ↑  Jean-Pierre Girault, « L'habitat gallo-romain de la vallée de la Dordogne », Bulletin de l'Association RACINES, no 17,‎ 2012, p. 4-5.
35. ↑  Charnay 1988.
36. ↑  Charnay 1988, p. 139, 143-44.
37. ↑  Bourg 1883, p. 547.
38. ↑  Charnay 1988, p. 139-40, 143.
39. ↑  Abbé C. Nicolas, « Histoire des grands prieurs et du prieuré de Saint-Gilles faisant suite au manuscrit de Jean Raybaud 1751-1806 : tome III », Mémoires de l'Académie de Nîmes, t. XXIX,‎ 1906, p. 117, lire en ligne sur Gallica.
40. ↑  « Les maires du Bastit (Le) », sur francegenweb.org, 19 février 2011 (consulté le 13 février 2016).
41. ↑  L'organisation du recensement, sur insee.fr.
42. ↑  Calendrier départemental des recensements, sur insee.fr.
43. ↑  Des villages de Cassini aux communes d'aujourd'hui sur le site de l'École des hautes études en sciences sociales.
44. ↑  Fiches Insee - Populations de référence de la commune pour les années 2006, 2007, 2008, 2009, 2010, 2011, 2012, 2013, 2014, 2015, 2016, 2017, 2018, 2019, 2020, 2021 et 2022.
45. ↑  « Les régions agricoles (RA), petites régions agricoles(PRA) - Année de référence : 2017 », sur agreste.agriculture.gouv.fr (consulté le 14 février 2022).
46. ↑  Présentation des premiers résultats du recensement agricole 2020, Ministère de l’agriculture et de l’alimentation, 10 décembre 2021
47. ↑  « Fiche de recensement agricole - Exploitations ayant leur siège dans la commune du Le Bastit - Données générales », sur recensement-agricole.agriculture.gouv.fr (consulté le 14 février 2022).